# Alexiares
Alexiares nebo Alexiarés (starořecky Ἀλεξιάρης - Alexiares / jiný přepis: Alexiarés) je v řecké mytologii syn Hérakla a jeho manželky Héby, dcery boha Dia a bohyně Héry.
Když zemřel hrdina Hérakles, jehož neúmyslně zabila otráveným pláštěm vlastní manželka Déianeira, sletěli z Olympu k jeho pohřební hranici bohyně Athéna a posel bohů Hermes a odvezli ho na zlatém voze na Olymp. Tam se největší řecký hrdina dočkal vřelého přivítání od všech olympských bohů a dokonce i Héra přemohla starou nenávist a dala mu za manželku svou dceru Hébu, bohyni věčného mládí .
Nejvyšší bůh Zeus si s ním sedl za stůl bohů, pohostil ho nektarem a ambrózií a za jeho hrdinské činy mu daroval nesmrtelnost. Hérakles pak osvobozen od útrap pozemského života, žije se svou manželkou Hebé šťastně a plodem jejich lásky jsou synové Anikétos a Alexiares.